# 철부지 아씨
"철부지 아씨"는 1968년 공개된 대한민국의 영화이다.

## 배역
- 문희 : 꽃님 역
- 신영균 : 석순 역
- 김희갑 : 아버지 역
- 황정순 : 어머니 역
- 한은진
- 김성옥
- 김정훈
- 김기범
- 김영옥
- 명미정